# Atascadero, Kalifornija
Atascadero je grad u američkoj saveznoj državi Kalifornija. Prema popisu stanovništva iz 2010. u njemu je živjelo 28,310 stanovnika.